# نیکلاس گلدبارت
نیکلاس گلدبارت (اسپانیایی: Nicolás Goldbart‎) کارگردان فیلم و تدوین‌گر اهل آرژانتین است.
از فیلم‌هایی که وی در آن‌ها نقش داشته است، می‌توان به قعر دریا و اجلاس سران اشاره نمود.